# Punta del Cigró
La Punta del Cigró és una muntanya de 289 metres que es troba entre els municipis de Flix, a la comarca de la Ribera d'Ebre i de Maials, a la comarca catalana del Segrià.